# Togo en los Juegos Olímpicos de Seúl 1988
Togo estuvo representado en los Juegos Olímpicos de Seúl 1988 por seis deportistas masculinos que compitieron en dos deportes.
El portador de la bandera en la ceremonia de apertura fue el atleta Akossi Gnalo. El equipo olímpico togolés no obtuvo ninguna medalla en estos Juegos.